# Schilderkunst

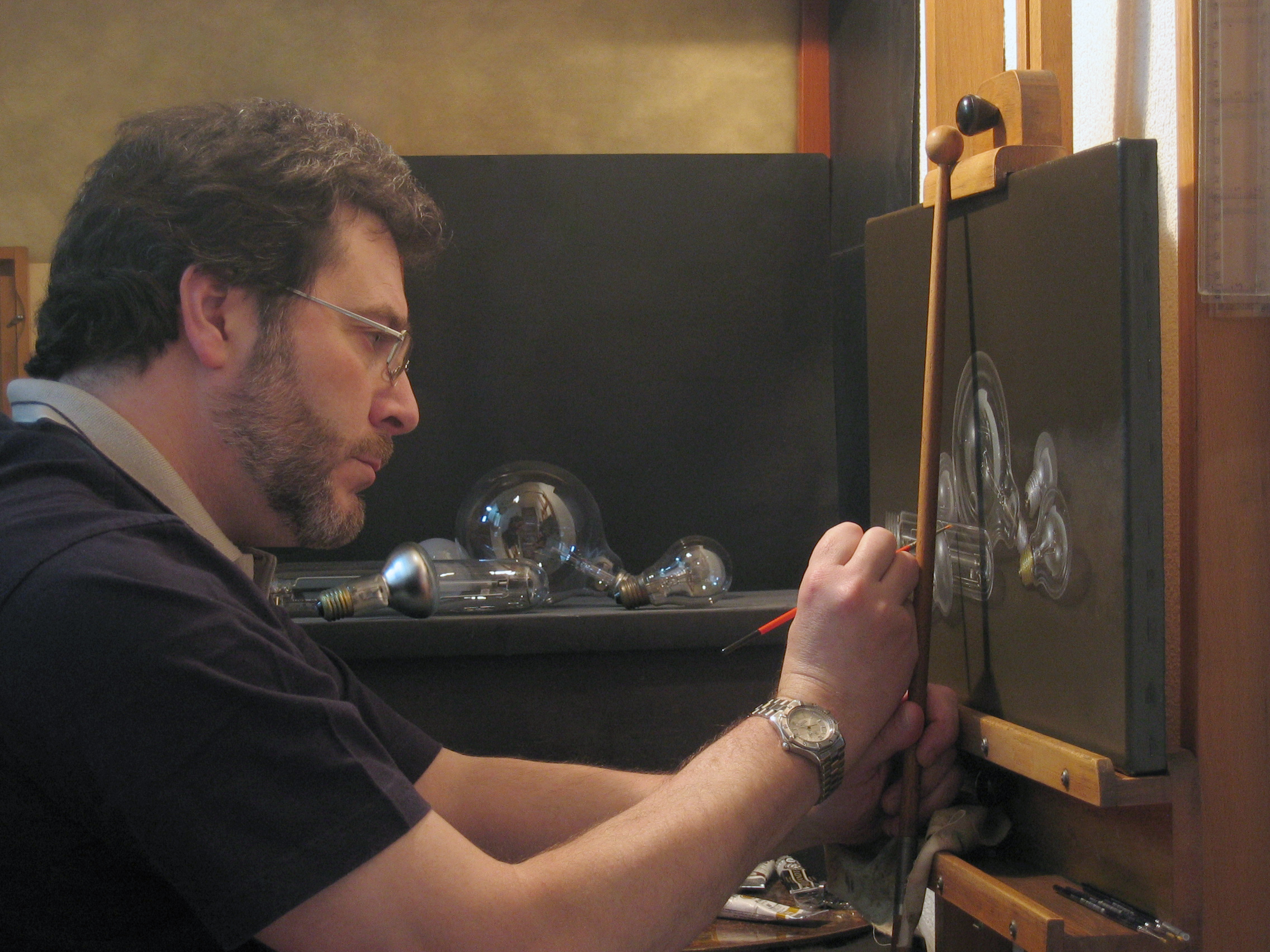
Kunstschilder aan het werk: fijnschilder (Josep-Enric Balaguer in zijn atelier, Sabadell 2007)

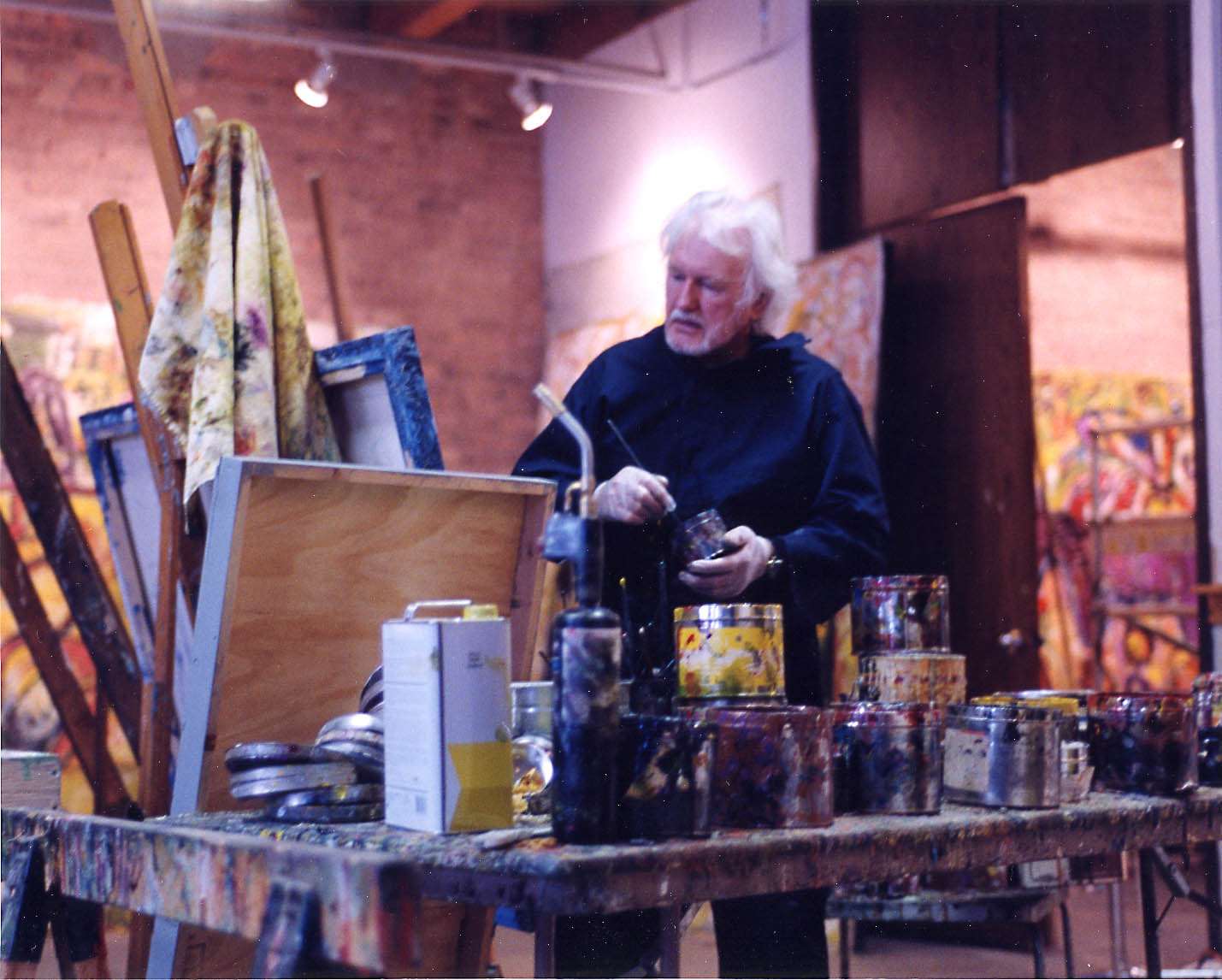
Kunstschilder aan het werk: moderne schilderkunst (Matt Lamb in zijn atelier, Chicago 2002)

Schilderkunst is in veel landen een vorm van vrije beeldende kunst, vervaardigd door een kunstschilder.

## Toelichting
Een kunstenaar brengt verf op een oppervlak (drager of ondergrond) aan. De drager is in het algemeen een op een spieraam opgespannen doek (canvas) gemaakt van linnen, ongebleekt katoen of halflinnen. De ondergrond kan ook van hout, papier, karton, steen, metaal of kunststof gemaakt zijn. De verf bestaat uit pigment (kleurstof) in een vloeibaar medium.
Het fundamentele verschil tussen schilderkunst en andere tweedimensionale kunstvormen is dat schilderkunst werkt met in een vloeistof (schildermedium) opgeloste (geëmulgeerde) pigmenten. Door menging kunnen ontelbare nuances en schakeringen van kleur en intensiteit bereikt worden. De lagen kunnen dun of dik (pasteus) opgebracht worden. Schilderkunstige uitingen zijn vaak opgebouwd uit meerdere transparante lagen en contrasterende kleurvlakken, terwijl tekentechnieken en grafiek in eerste plaats met lijnen werken en meestal direct dekkend uitgevoerd worden. De grenzen zijn soms niet scherp te trekken. Bijvoorbeeld van een 'penseeltekening' is moeilijk te zeggen of het een tekening is of een schildering.

## Traditionele methoden en ondergronden
Tot de oudste uitingen van schilderkunst behoren de rotstekeningen.
Muurschilderingen aangebracht in een natte kalklaag worden fresco's genoemd. Een oude techniek waarmee men glas-in-loodramen kan maken is brandschilderen. Gebrandschilderd glas werd veel in kerken toegepast. Geschilderd aardewerk wordt majolica, plateel of faience genoemd. Een glasachtige massa in een dunne laag ter versiering aangebracht op een metalen voorwerp heet email. Kleine geschilderde illustraties in oude handschriften heten miniaturen. Religieuze op hout geschilderde voorstellingen heten iconen. Japan staat bekend om zijn kunstige Japans lakwerk, dat bestaat uit talloze over elkaar heen aangebrachte laklagen op een gevormde ondergrond van papier. Wordt de huid van het menselijk lichaam als drager van de voorstelling gebruikt, dan spreekt men van bodypainting. Voorstellingen die met een naald met inkt onder de opperhuid worden aangebracht worden tatoeages genoemd. Ten slotte kan een dichter 'schilderen' met beeldrijke ('bloemrijke') taal; dit wordt dichtkunst of poëzie genoemd.
Af en toe wordt weleens een autocarrosserie beschilderd door een beroemde kunstenaar.

### Technieken en materialen
Er bestaan vele verschillende schildertechnieken, waarbij verschillende schildersmaterialen worden gebruikt.
Voorbeelden van algemene schildertechnieken zijn de olieverftechniek en de aquareltechniek. Een vrij nieuwe methode is het werken met airbrush of spuitbussen.
Schildersmaterialen zijn bijvoorbeeld tempera, gouache, pigment, lijnolie, siccatief, vernis, beits, acrylverf, spieramen, linnen en diverse papiersoorten.

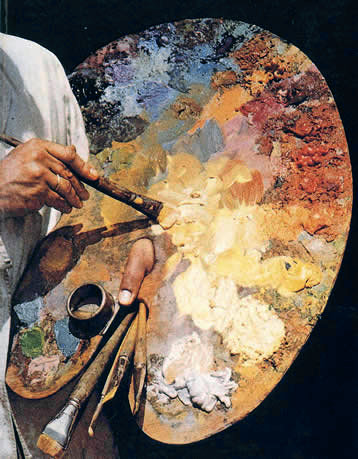
Palet
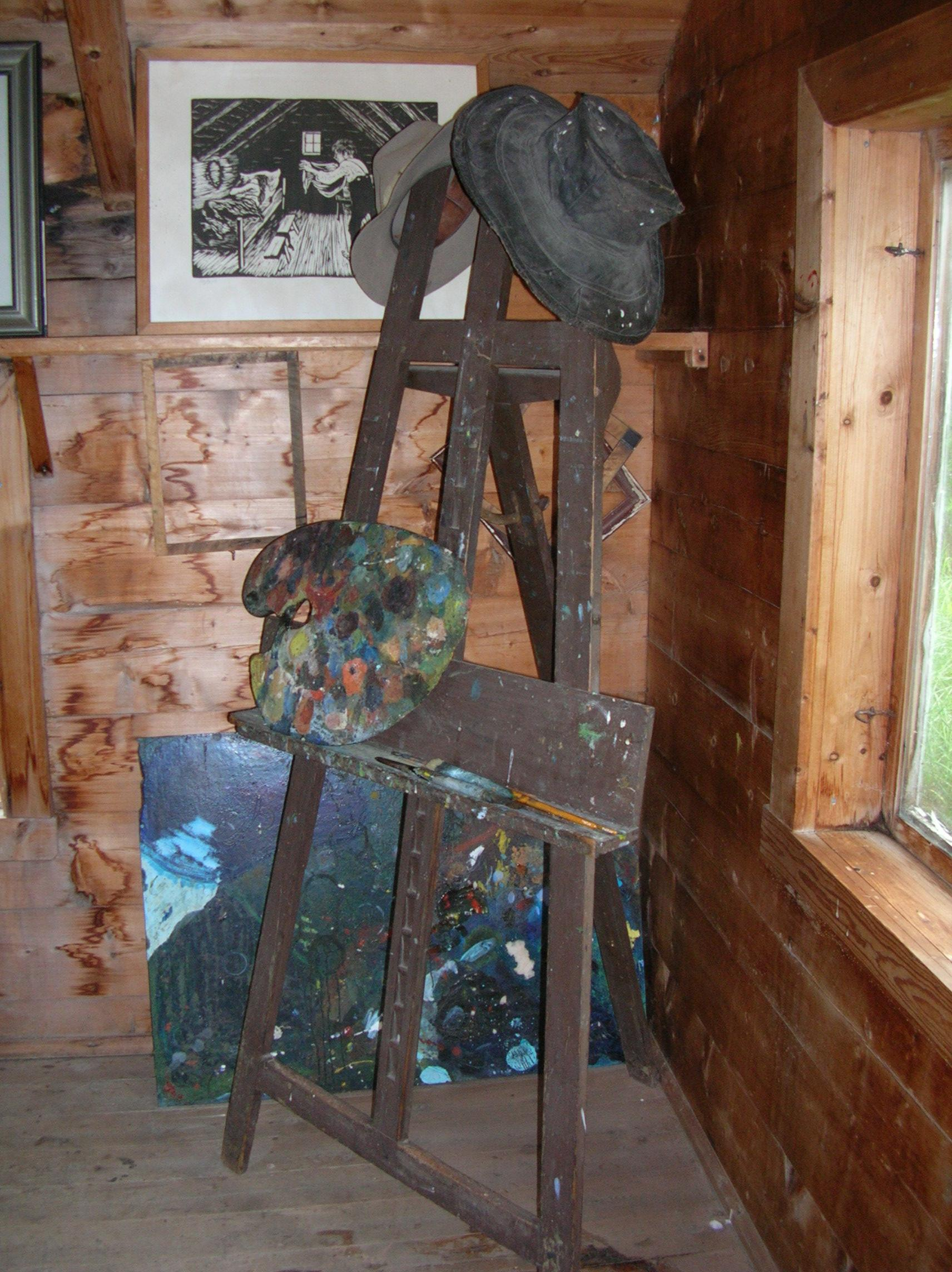
De schildersezel van Nikolai Astrup
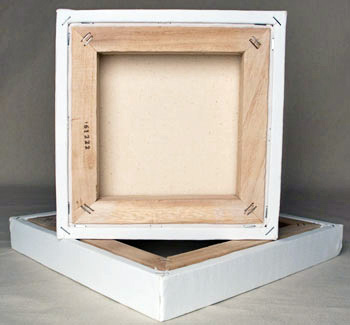
Canvas met raamwerk

### Gereedschappen en werktuigen
Schildergereedschappen zijn bijvoorbeeld kwasten, penselen, paletten, paletmessen, spantangen en nietpistolen. Een schildersezel is een in hoogte verstelbaar werktuig, waarop de kunstschilder zijn werkstuk kan plaatsen. Atelierezels zijn meestal zwaar uitgevoerd voor de standvastigheid, voorzien van kleine wieltjes en een verstelmechanisme. Veldezels, die bedoeld zijn voor het schilderen in de buitenlucht, zijn vaak driebenig, lichtgebouwd en inschuifbaar en inklapbaar.

## Meesterwerken
Enkele voorbeelden van beroemde schilderijen van bekende kunstschilders die ook wel meesterwerken genoemd zijn:
- Het Lam Gods van Jan van Eyck in Gent
- Mona Lisa van Leonardo da Vinci in Parijs
- De Kruisafneming van Peter Paul Rubens
- De Nachtwacht van Rembrandt van Rijn in Amsterdam
- Zonnebloemen van Vincent van Gogh
- De Intocht van Christus te Brussel van James Ensor
- Waterlelies (Nymphéas) van Claude Monet
- Les Demoiselles d'Avignon van Pablo Picasso
- Victory Boogie Woogie van Piet Mondriaan

## Genres in de schilderkunst

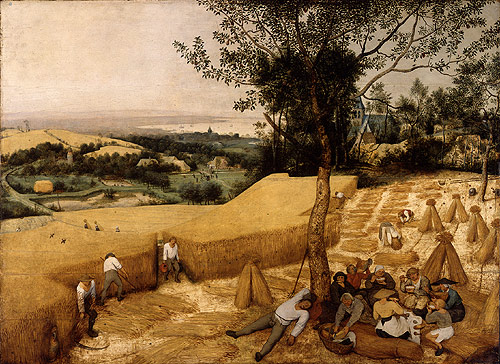
Pieter Brueghel. De Oogst. 1565.

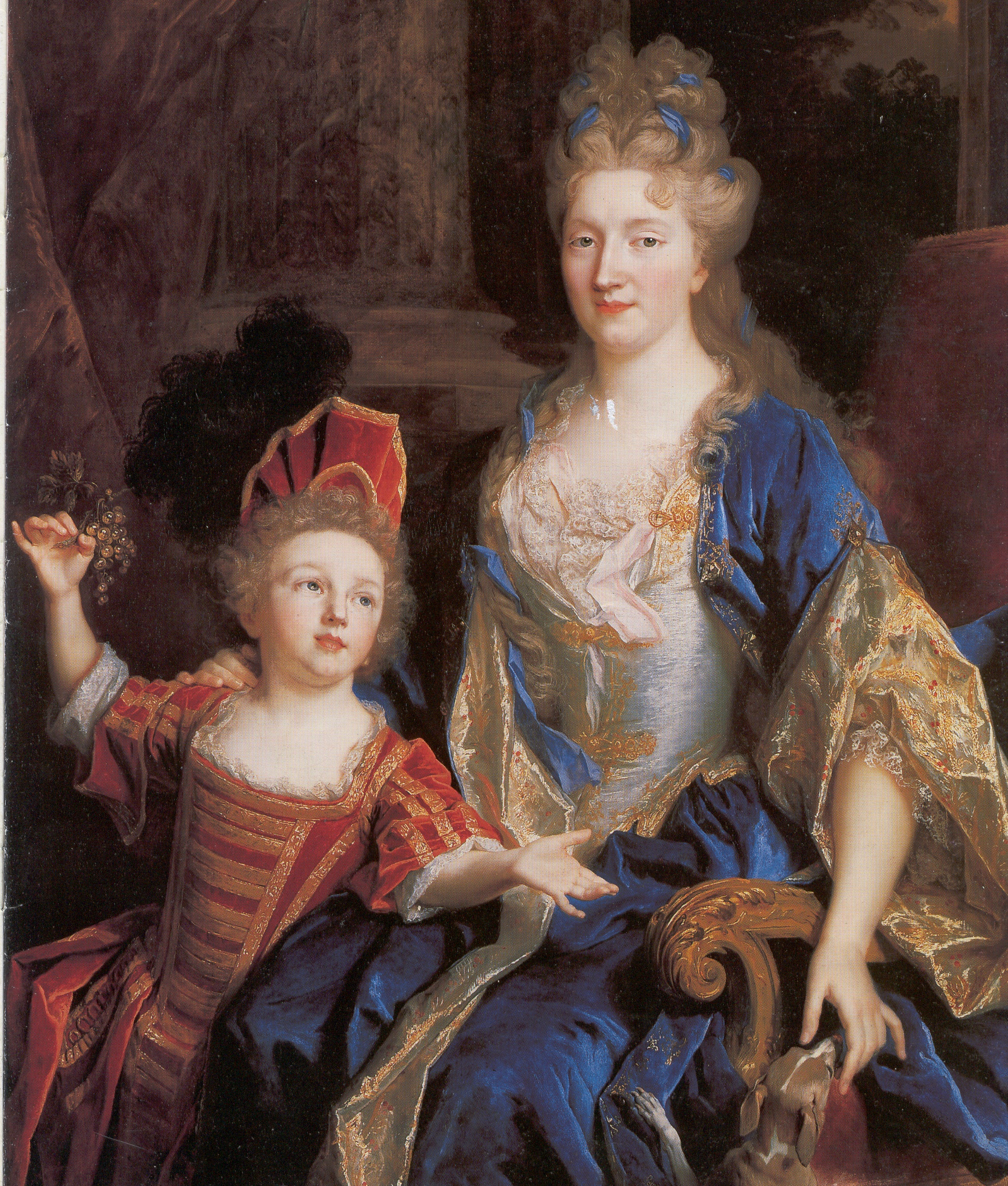
Largillière. Catherine Coustard met haar zoon Léonor. Circa 1699.

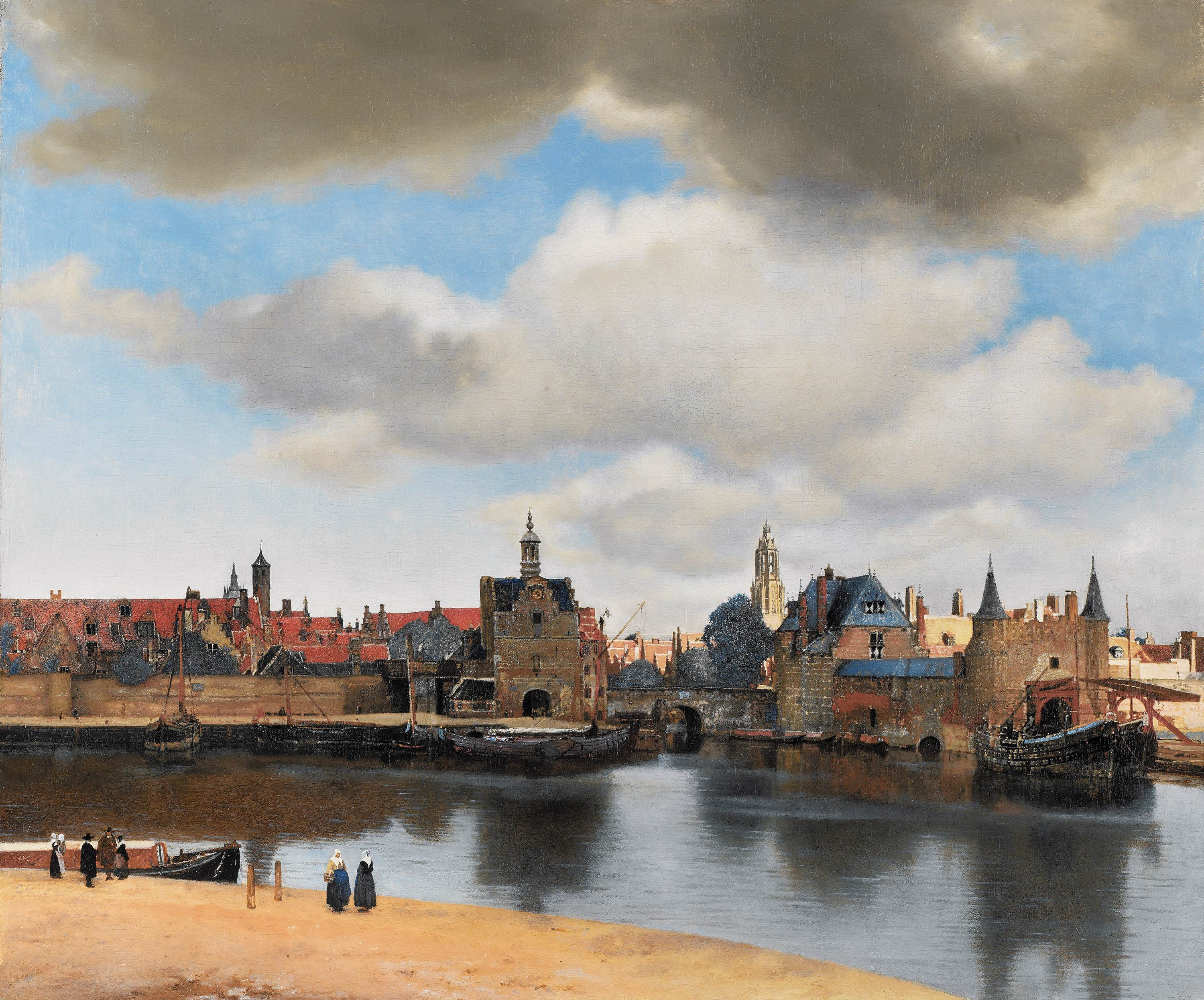
Johannes Vermeer. Gezicht op Delft. 1658-1660

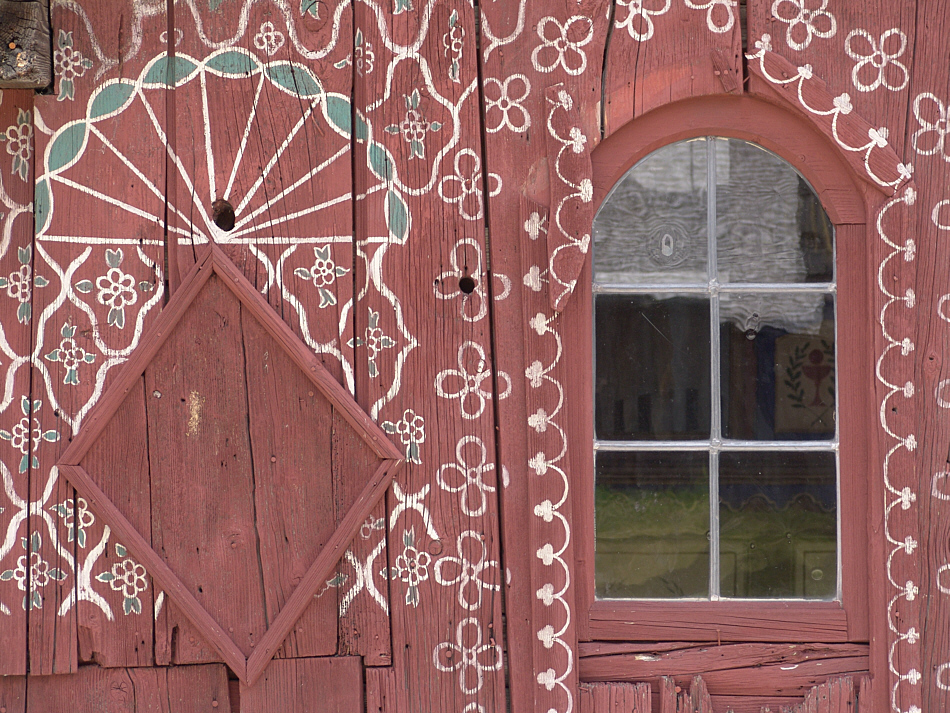
Beschilderde Dorpskapel in het Freilichtmuseum Tittling, Beieren.

Afhankelijk van de afgebeelde voorstelling spreekt men in de schilderkunst onder meer van:
Landschap
In de landschapsschilderkunst draait het om weergave van landschappen; bergen, valleien, bomen, rivieren en bossen, als onderdeel van de schilderkunst. De hemel is vrijwel altijd onderdeel van het kunstwerk en de weersgesteldheid is een aspect van de compositie. Uit de eerste eeuw zijn Romeinse fresco's van landschappen ter versiering van ruimtes bewaard gebleven in Pompeï en Herculaneum.
Portret
Een portret is vaak een eenvoudige afbeelding van het gezicht of een buste met een ingetogen pose (zoals pasfoto's). Portretkunst bloeide reeds in Romeinse beeldhouwwerken, waarbij een realistische weergave werd gewenst. Realistische portretten van individuen verschenen opnieuw in Europa in de late middeleeuwen, in Bourgondië en Frankrijk.
Stilleven
Stillevens zijn voorstellingen zonder levende wezens. Met het schilderen van een stilleven kan een schilder zich concentreren op de compositie en op het gebruik van kleur en toon. Een stilleven is dus een studiewerk. De stillevens uit de Vlaams-Nederlandse schilderkunst uit de 17e eeuw zijn vooral beroemd om de stofuitdrukking, de weergave van het oppervlak van een voorwerp. In één stilleven laat de schilder zijn vaardigheid zien om tegelijkertijd bijvoorbeeld het karakter van een satijnen kleed, een droog brood, een mat ei, bedauwde druiven, een hard, glanzend glas en een parelmoeren schelp weer te geven. Vaak gebruikten schilders hun geliefde objecten telkens opnieuw.
Stadsgezicht
Een stadsgezicht is een schilderij, tekening, prent of foto waarin een (deel van een) stad centraal staat. Uit de eerste eeuw na Chr. stamt een fresco in het badhuis van Trajanus te Rome dat een stad weergeeft in vogelvlucht perspectief. In de middeleeuwen verschijnt het stadsgezicht als achtergrond voor Bijbelse taferelen en portretten.
Marines
Een marine of zeegezicht, een onderdeel van de figuratieve kunst, heeft de zee als onderwerp. Een marine haalt zijn inspiratie voornamelijk uit alles rond de zee en schepen. Het is een genre dat vooral tussen de 17e en 19e eeuw werd beoefend. In de praktijk omvat de marine ook scheepvaart op rivieren en boten op het strand.
Historiestuk
Een historiestuk geeft een afbeelding van een Bijbels, mythologisch, historisch, allegorisch of literair tafereel. Het gaat meestal om een schilderij van een relatief groot formaat, waarop meerdere figuren zijn afgebeeld. De term is niet van toepassing op de Bijbelse schilderijen uit de middeleeuwen. Vanaf de renaissance, toen het afbeelden van scènes uit de oudheid in de mode kwam, gold het genre als het hoogste in de schilderkunst. Aan deze bevoorrechte hiërarchische positie kwam aan het eind van de negentiende eeuw een eind.
Genrestuk
Een genrestuk is een schilderij met een voorstelling uit het dagelijkse leven of uit de alledaagse omgeving. Het genre van de genreschilderkunst kreeg die benaming pas in de negentiende eeuw. Dit genre werd populair in de zeventiende eeuw. Zij schilderden toen bijvoorbeeld huiselijke taferelen, feestvierende boeren, vrolijke gezelschappen en kinderen die kattenkwaad uithalen. De afgebeelde personen zijn meestal anoniem. Vaak zat er in de voorstelling een morele boodschap verborgen.
Abstracte kunst
Abstracte kunst is een richting binnen de moderne kunst waarin niet wordt geprobeerd om objecten uit de natuurlijke wereld weer te geven. Er worden geen zaken uit de reële wereld afgebeeld, maar er worden met vormen en kleuren, ritmes en contrasten onderliggende principes zichtbaar gemaakt. Abstracte kunst ontstond in het begin van de 20e eeuw. Het komt voor in de beeldhouwkunst en de schilderkunst van de 20e eeuw en vindt nog steeds aanhangers in de hedendaagse kunst.
Volksschilderkunst
Enkele penselen en tubes verf volstaan om tal van doodgewone gebruiksvoorwerpen te veranderen in mooie stukjes volksschilderkunst. De techniek van het volksschilderen is aan de hand van voorbeelden en patronen, zoals bloemen, vruchten en dieren en het beschilderen van dozen, klokken, dienbladen en grotere voorwerpen, zoals een dekenkist, tafeltje, stoel en een tuinbankje na veel oefening te leren. In Nederland is de Hindelooper schilderkunst het meest bekend. Volksschilderkunst wordt ook gedaan in Assendelft, Jisp, Ameland, Marken, Staphorst, Zeeland. In Noorwegen kent men het Rosemåling en in delen van Duitsland de Bauernmalerei. Daar begon men reeds in de zestiende eeuw in Beieren met de volksschilderkunst.

## Tabel van de geschiedenis van de schilderkunst en schilderstijlen
| Schilderstijl                                              | Typering | Voorbeelden |
| Prehistorie - Steentijd - IJzertijd - bronstijd            | | |
| Rotswandschilderingen                                      | Veelal jachttaferelen. Ook weergave van stammentradities. | Lascaux Altamira Dordrecht in Zuid-Afrika Creswell Crags |
| Oudheid                                                    | | |
| Oud-Egyptische schilderkunst                               | Een kunst in dienst van goden en doden. Voorstellingen van religieuze aard, onder vorm van beeldverhaal, in reliëfs en in fresco's op droge wand. | mastabagraven - Licht van Aton. |
| Oud-Griekse schilderkunst vanaf de 7e eeuw v.Chr.          | Idealistische vormgeving, ordening, anatomie, naakten. Beschilderd vaatwerk: zwartfigurig op rode achtergrond of roodfigurig op zwarte achtergrond. | Attische stijl |
| Etruskische schilderkunst 8e t/m 5e eeuw v. Chr            | Mensen, dieren, natuur, beweging, sensualiteit, individualisme, dynamiek in grafschilderingen | Etruskische tomba's. |
| Romeinse schilderkunst                                     | Psychologisch portret, actualiteit, landschap, legende, mythologie, stilleven; frivoliteit, dreigende ondergang, vroeg-christelijke thema's. Mozaïekkunst als vloerbekleding. | Pompeï - catacomben - Domus Aurea |
| Vroege Middeleeuwen                                        | | |
| Karolingische renaissance, 8e/9e eeuw n. Chr.              | Boekverluchtingskunst in miniatuurschilderingen. | Ada-Evangelarium - Godescalc-evangelistarium. |
| Romaanse kunst                                             | Zonder ornamentiek. Gestileerde mensen- en dierenfiguren binnen vele variëteiten van blad- en bloemenornamenten. | Catalonië/fresco - Moralia in Job - Etienne Harding - Meesters van Tahull |
| Byzantijnse kunst                                          | Mozaïeken verkozen boven fresco's. - Iconen: zowel profane als religieuze. | San Vitale te Ravenna. |
| Islamitische kunst                                         | Alleen profaan karakter. Muurschildering meestal als abstracte decoratie, vaak voluptueus van karakter. | Qusair'Amra - Ali Qapu (Isfahan). |
| Middeleeuwen                                               | | |
| Gotiek                                                     | Paneelschilderkunst: erg schematische voorstelling met weglaten van details. Einde 14e eeuw: natuurlijk milieu, interieur, landschap met uiterst nauwgezette weergave van werkelijkheid. | Melchior Broederlam - Santa Maria Novella |
| Italië                                                     | Fresco's, sterk onder Byzantijnse invloed: statische voorstelling, vlakke achtergrond. | Giotto - Cimabue - Duccio - Ambrogio Lorenzetti - Orcana - Simone Martini |
| Duitsland                                                  | Laat-gotiek: madonna's, Bijbelverhalen en heiligenfiguren, geplaatst in natuur, in kerk- of wooninterieur, niet meer op vlakke achtergrond. Gebruik van olieverf brengt breed kleurengamma. | Meester Bertram von Minden - Konrad von Soest - Meester Francke- Stephan Lochner - Matthias Grünewald - Konrad Witz - Lukas Moser - Martin Schongauer |
| Frankrijk                                                  | Fresco: muur- of gewelfschilderij, aangebracht op nog vochtige verse kalk, zodat de verf niet op de muur ligt, maar in de kalk dringt. Paneelschilderij: verplaatsbare voorstelling op houten paneel, meestal geschilderd voor altaren. Miniatuur: figuratieve versiering in middeleeuwse handschriften, later ook gewoon klein schilderwerkje. | Claus Sluter - Jean Maloyel - Henri Bellechose - Nicolas Froment - Jean Fouquet - Enguerrand Charenton |
| Vlaamse Primitieven                                        | Uiterst realistische weergave met vaak mystieke beleving. Invoeren van de eerste olieverf. Voordien werd tempera gebruikt. | Jan Van Eyck, ca. 1390-1441 - Rogier van der Weyden, ca. 1400-1464 - Hans Memling - Gerard David, ca 1465 - ca. 1495 - Dirk Bouts - Petrus Christus - Hugo van der Goes - Quinten Massijs (I) |
| Noordelijke Nederlanden                                    | Demonische wereld | Meester der Virgo inter Virgines - Geertgen tot Sint Jans, ca. 1465 - ca. 1495 - Albert Ouwater - Jheronimus Bosch |
| Renaissance schilderkunst - 14e eeuw - 15e eeuw - 16e eeuw | | |
| Renaissance en Italiaanse renaissance                      | Teruggrijpen naar de elementen van de kunst van de klassieke Oudheid. | Michelangelo - Rafaël - Sandro Botticelli - Paolo Veronese - Jan van Scorel - Lucas van Leyden - Pieter Bruegel de Oude |
| Vroegrenaissance 15e eeuw                                  | | Sandro Botticelli - Domenico Ghirlandaio - Paolo Uccello - Piero della Francesca |
| Hoogrenaissance 16e eeuw                                   | | Michelangelo Buonarroti- Rafaël Santi - Leonardo da Vinci - Giorgione - Titiaan - Giovanni Bellini |
| Noordelijke renaissance                                    | | Jan van Eyck - Rogier van der Weyden - Jheronimus Bosch - Albrecht Dürer |
| Maniërisme                                                 | | El Greco, Michelangelo |
| 17e eeuw                                                   | | |
| Barok                                                      | Nieuwe stijl ontstaan onder invloed van de Contrareformatie en gekenmerkt door overdadige versiering om de beweging te accentueren, vooral bereikt door de kleuren, de versiering en het clair-obscur effect. | Peter Paul Rubens - Rembrandt van Rijn - Johannes Vermeer - Jan Steen - Frans Hals - Pieter Claesz - Willem Claesz. Heda - Caravaggio - Velazquez - Annibale Carracci |
| Caravaggisme                                               | Gebaseerd op de revolutionaire stijl van de Italiaanse meester Caravaggio | Caravaggio - Rembrandt - Utrechtse caravaggisten - |
| Italianisanten                                             | Groep Noord-Europese landschapschilders | Cornelis van Poelenburch - Bartholomeus Breenbergh - Nicolaes Berchem- Adam Pijnacker - Jan Both - Jan Baptist Weenix - Jan Asselijn - Karel Dujardin |
| 18e eeuw                                                   | | |
| Rococo                                                     | Laatste fase in de evolutie van de Barok, ontstaan in Frankrijk na Lodewijk XIV, waarbij de plechtstatigheid vervangen werd door speelsheid in frissere pastelkleuren, licht stucwerk, rocaille, verguld houtsnijwerk en slingers. | Antoine Watteau - François Boucher - Jean-Honoré Fragonard |
| 19e eeuw                                                   | | |
| Classicisme                                                | Reactie op de rococo-stijl, vooral in Frankrijk (Louis XVI en Empire), tussen 1770 en 1830. | Dominique Ingres - Jacques Louis David |
| Romantiek                                                  | Zuiverheid en rationele compositie uit het Classicisme worden verdrongen door gevoel en verbeelding. | Eugène Delacroix- Caspar David Friedrich - Philipp Otto Runge - William Turner - John Constable - Theodore Géricault - Francisco Goya - Antoine Wiertz - Louis Gallait - Arthur Navez - Ary Scheffer - B.C. Koekoek |
| Academisme of neoclassicisme                               | Eclectische school: elementen van classicisme en romantiek, met soms aanzetten tot "realisme" en "symbolisme". | William-Adolphe Bouguereau - Jean-Léon Gérôme - Lourens Alma Tadema - John William Waterhouse - John William Godward - prerafaëlieten |
| Realisme - vanaf 1830                                      | Weergeven van de ter plaatse waar te nemen werkelijkheid. | School van Barbizon - Théodore Rousseau - Jean François Millet - Charles-François Daubigny - Camille Corot -Louis Artan - Hippolyte Boulenger - School van Tervuren |
| Impressionisme                                             | - Reactie tegen het academisme (nationalistische romantiek). - Vangen van de sfeer van het moment. - Banaliseren van de thema's. - Kleuren naast elkaar, zonder vermenging. - Schilderen en tekenen ter plaatse: alla prima. | Eugène Boudin - Johan Barthold Jongkind - Édouard Manet - Edgar Degas - Claude Monet - Camille Pissarro - Berthe Morisot - Paul Cézanne - Pierre-Auguste Renoir - Mary Cassatt - Alfred Sisley- École de Rouen- Emile Claus |
| Postimpressionisme, pointillisme in Frankrijk              | Wetenschappelijk uitwerken van de kleurenschakeringen en -nuances, door het naast elkaar plaatsen van de kleurstippen, zonder enige vermenging, noch vooraf op het palet, noch op het doek zelf. | School van Pont-Aven - Les Nabis- Vincent Van Gogh - Paul Gauguin - Georges Seurat - Paul Signac |
| Neo-impressionisme, 2e helft 19e eeuw in andere landen     | Opeenvolging van bewegingen als pointillisme, School van Pont-Aven, Les Nabis, Haagse en Larense scholen, die zich alle onledig hielden met de analyse van het licht en de kleur van de impressionisten. | Willy Schlobach - Willy Finch - Les XX - Octave Maus - James Ensor - Guillaume Vogels - Theo Van Rysselberghe - Jan Toorop - Theodoor Verstraete - Periclès Pantazis - Groupe de Lagny - Édouard Cortès - Hendrik Jan Wolter |
| Haagse School                                              | Aantal schilders die de impressionistische stijl en technieken uitwerkten in de omgeving van Den Haag, tussen 1860 en 1900. | Jacob Maris - Matthijs Maris - Willem Maris - Johan Hendrik Weissenbruch - Jan Weissenbruch -Hendrik Mesdag - Jozef Israëls - Bernard Blommers - Johannes Bosboom - Amsterdamse Joffers |
| Larense school                                             | Aantal schilders die, ca.1880-85, onder leiding van of geïnspireerd door Albert Neuhuys en Anton Mauve tezamen werkten in de omgeving van het landelijke Laren. | Albert Neuhuys - Anton Mauve |
| De Amsterdamse impressionisten                             | Enkele deelnemers aan de Haagse School weken uit naar Amsterdam. | George Breitner - Floris Hendrik Verster - Isaac Israëls - Amsterdamse Joffers |
| Symbolisme                                                 | Reactie op het impressionisme | William Blake - Pierre Puvis de Chavannes - Gustave Moreau - Edvard Munch - Odilon Redon - Jan Toorop - Fernand Khnopff - Emile Fabry - Constant Montald - Léon Spilliaert - Xavier Mellery William Degouve de Nuncques |
| Sezession                                                  | Separatistische beweging, eind 19e eeuw, t.o.v. heersende conservatisme (academisme), vooral in Duitsland. | Gustav Klimt - Egon Schiele |
| Art nouveau, jugendstil of modern style                    | Optimische schilderstijl. Geen gebruik van symmetrie. Voorkeur voor veel ornamenten, waarbij krullerige vrouwen-, bloem- en vogelmotieven domineren. | Gustav Klimt - Aubrey Beardsley - Alphonse Mucha - Henri de Toulouse-Lautrec - Victor Horta - Charles Rennie Mackintosh - Hector Guimard - Henry Van de Velde - Paul Cauchie - Akseli Gallen-Kallela |
| De Trekkers (Peredvizjniki)                                | Russische groep schilders die kunst dichter bij de mensen proberen te brengen eind 19e-begin 20e eeuw. Veel maatschappijkritisch werk. | Ilja Repin - Nikolaj Ge - Archip Koeindzji - Ivan Kramskoj - Isaak Levitan - Vasili Perov - Valentin Serov - Ivan Sjisjkin - Vasili Soerikov - Viktor Vasnetsov |
| 20e eeuw                                                   | | |
| Expressionisme                                             | De kunstenaar geeft vooral zijn eigen gevoelens weer, bijvoorbeeld door niet realistisch kleurgebruik en het accentueren van vervormingen in het beeld. | Die Brücke - Der blaue Reiter - Latemse Scholen - Constant Permeke - Gustaaf De Smet - Frits Van den Berghe- Bergense School - De Ploeg (Groningen) - Jan Altink - Johan Dijkstra - Willem Hofhuizen - Hendrik Werkman - Jan Wiegers - Marcel Caron - Max Beckmann - Conrad Felixmüller - Ludwig Meidner - Otto Dix - Max Pechstein - Oskar Kokoschka |
| Fauvisme                                                   | Gebruik van scherp tegenover mekaar contrasterende kleurenmassa's, dikwijls direct op doek zonder enige tekening. | Les Fauves - Henri Matisse - Kees van Dongen - Brabants fauvisme - Rik Wouters |
| Animisme                                                   | Reactie op het Vlaamse expressionisme, waarbij men de vervormingen en de aardse kleur afwijst en de persoonlijke vertedering accentueert. | Albert Van Dyck - War van Overstraeten |
| Nervia                                                     | Waalse beweging uit 1928 voor de herwaardering van het classicisme | Louis Buisseret - Anto Carte |
| Sociaal realisme                                           | Niet-geïdealiseerde, objectieve weergave van de sociale toestanden in de maatschappij. | Constantin Meunier - Eugène Laermans - Pierre Paulus - Newlyn Group. |
| Nieuwe zakelijkheid                                        | Fanatiek objectief realisme, zonder enige idealiteit. Neigend naar grimmig cynisme. Scherpe omtrekken. | Lucian Freud - Otto Dix - George Grosz |
| Avant-garde                                                | De eerste Russische avant-gardebeweging ontstond in 1907 als reactie op het naturalisme en de dromerijen van de symbolisten. De avant-garde zet zowel de plastische kunsten als het theater, de architectuur, de film, de fotografie, de poëzie en het design op zijn kop. Kent vervolgens verschillende etappes: neoprimitivisme, cezannisme, Russisch fauvisme, kubofuturisme, suprematisme, constructivisme. Vormt de aanzet tot de abstracte kunst. | Natalja Gontsjarova - Mikhail Larionov - Pavel Filonov - Kazimir Malevitsj - Vladimir Tatlin - Aleksandra Ekster - Ljoebov Popova - Olga Rozanova - Aleksandr Rodtsjenko - Pevsner |
| Abstracte kunst                                            | Abstraheren van figuratieve elementen of het totale beeld tot al of niet contrasterende of harmonieuze kleurschakeringen. Men onderscheidt "warme" of "lyrische" abstractie (kleurrijke) naast "koude" abstractie (vaak monochrome geometrische figuren). | Piet Mondriaan - Georges Vantongerloo - Wassily Kandinsky - Louis Van Lint - Victor Servranckx - Paul Klee - Gilbert Decock - Gilbert Swimberghe - Willem de Kooning - Jackson Pollock |
| Rayonisme                                                  | Abstracte Russische beweging, omstreeks 1911, gebruikmakend van parallelle kleurstralen. | Michail Larionov - Natalja Gontsjarova |
| Orphisme                                                   | Lyrisch abstracte compositie van uitsluitend contrasterende kleuren. | Robert Delaunay - Sonia Delaunay - František Kupka - Francis Picabia |
| Suprematisme                                               | Het zuivere gevoel wordt uitgedrukt door eenvoudige vormen en pure kleuren: vierkant, rechthoek, bolschijf, kruis en winkelhaak. Russische abstractie. | Kazimir Malevitsj - El Lissitzky - Ivan Kljoen |
| Constructivisme                                            | Geometrische abstracte beweging in Rusland, tussen 1917 en 1921, die door constructies van losse vormen ruimtelijke beweging wilde suggereren. | Vladimir Tatlin - El Lissitsky - Naum Gabo - Albert Pevsner - László Moholy-Nagy |
| Bauhaus                                                    | Onderwijs gericht op industriële vormgeving. | Lyonel Feininger - Wassily Kandinsky - Paul Klee - Johannes Itten |
| Kubisme                                                    | Plastisch-geometrische vormen in landschappen. Hoekige, expressieve lijnen en vlakken, los van perspectief, leidend naar half-abstractie. | George Braque - Juan Gris - Fernand Leger - Francis Picabia - Pablo Picasso - Louis Marcoussis - Jean Metzinger - Albert Gleizes - Robert Delaunay - Raymond Duchamp-Villon - Jacques Villon - Section d'or - Amedeo Modigliani |
| Dadaïsme                                                   | Contesteren tegen de gevestigde kunstwaarden, door samenbrengen van verwarrend onrealistische elementen, in onder andere abstracte werken, waarin het toeval als stijlmiddel gebruikt werd. | Marcel Duchamp - Kurt Schwitters - Man Ray - Jean Arp - Christian Schad |
| Assemblage-kunst                                           | Schijnbaar toevallig ongelijksoortige voorwerpen bij elkaar brengen tot nieuw figuratief of geabstraheerd beeld. | Marcel Duchamp - Kurt Schwitters - Joseph Cornell - Paul Joostens - Camiel Van Breedam - Hannah Höch |
| Futurisme                                                  | Reactie, uit Italië, tegen elk conservatisme, gericht naar de toekomst van het moderne leven. Benadrukken van de beweging, door de opeenvolgende fasen in één moment samen te vatten. Verwerping van het te statige kubisme. | Carlo Carrà - Umberto Boccioni - Luigi Russolo - Giacomo Balla - Gino Severini - Puteaux-groep |
| Pittura metafisica                                         | Reactie tegen het futurisme. Creëren van alternatieve werkelijkheid door voorwerpen uit de werkelijke wereld in verband te brengen met de droomwereld en het onderbewuste. | Giorgio de Chirico |
| Magisch realisme                                           | Vorm van hyperrealistische weergave van fantastische droom- en waanbeelden. | Octave Landuyt - Jef van Tuerenhout |
| Surrealisme                                                | Inspiratie bij de nihilistische dadaïsten. Verkenning van het onderbewuste in irrationele droombeelden. | Salvador Dalí - Max Ernst - René Magritte - Paul Delvaux - Albert Carel Willink - Joan Miró - Yves Tanguy |
| Biomorfische schilderkunst                                 | Abstracte kunst ontleend aan levende organische vormen, voortkomend uit de natuur (tegenstelling tot geometrische vormen). | Joan Miró |
| Naïeve kunst                                               | Schilderen op kinderlijke (ongeschoolde) manier. Zorgvuldig vereenvoudigde weergave. Niet-wetenschappelijk perspectief, heldere kleuren, nuchtere uitbeelding van gefantaseerde voorstelling. Frisse visie. | Henri Rousseau |
| Cobra                                                      | Accentueren van spontaneïteit en expressiviteit. Afkorting voor (Co)penhagen, (Br)uxelles en (A)msterdam. | Christian Dotremont - Pierre Alechinsky - Lucebert - Karel Appel - Asger Jorn - Corneille - Constant Nieuwenhuijs - Jan Nieuwenhuijs -Bengt Lindström |
| Op-art                                                     | Geometrisch abstracte beweging in Europa, verwant aan de Amerikaanse hard-edge painting en aan het Russische constructivisme. | Henryk Berlewi - Victor Vasarely - Jesús Rafael Soto - Jan Van den Abeel - Willy Plompen - Maurits Cornelis Escher |
| Colorfield Painting                                        | Willen effect van grote egale kleurvlakken uitspelen. | Barnett Newman - Mark Rothko - Josef Albers |
| Informele schilderkunst (Action painting - dripping)       | Europese variant van abstract epressionisme. Hand volledig vrij bij schilder. Ook materie-schilderkunst genoemd. | Hans Hartung - Bram Bogart - Georges Mathieu - Jan Burssens - Antoine Mortier - Jackson Pollock |
| Existentiële kunst                                         | Abstraheren van details uit het natuurlijke beeld, in zowel figuur als landschap, tot het blootleggen van onderbewuste of primaire ontwikkelingstadia. Bij E.k. gaat het eerder om het karakter dan wel om de stijl, zowel bij de figuratie als bij de abstractie. | Francis Bacon - Jan Burssens - Jean Fautrier - Germaine Richier - Alberto Giacometti - Bram van Velde |
| Fluxus                                                     | Happening, Fluxus-concerten, ideeënkunst | Joseph Beuys - George Brecht - George Maciunas - Yoko Ono - Nam June Paik - Wolf Vostell - Charlotte Moorman - Dick Higgins |
| Popart                                                     | Popular Art. Figuratief. Banale voorstellingen uit de consumptie tot kunst. | Richard Hamilton - Andy Warhol - Roy Lichtenstein - James Rosenquist - Jasper Johns - Mel Ramos - Peter Blake - David Hockney |
| Kapitalistisch realisme                                    | West-Duitse Pop art, trivia en politieke thema's realistisch weergegeven | Gerhard Richter, Sigmar Polke, Konrad Lueg, Wolf Vostell |
| Nieuwe figuratie                                           | Nieuwe vorm van ruimtelijke schepping: afwijzen van traditioneel perspectief, inbrengen van ruimte-suggestie door schilderkunstig vreemde objecten en abstraheren tot silhouet-vormen. | Reinier Lucassen - Siet Zuyderland - Sipke Huismans - Roger Raveel - Etienne Elias - Raoul De Keyser - Alphons Freijmuth - Pieter Holstein |
| Hyperrealisme                                              | Realisme weergegeven met fotografische nauwkeurigheid. | Chuck Close - Domenico Gnoli - Jan Bentener - Marcel Maeyer - Roger Wittevrongel - Anton Declerck - Damien Hirst |
| Arte povera                                                | Wil bewustwording bij toeschouwer opwekken. Zoekt naar direct verband tussen natuur en cultuur. Beperkt tot Italiaanse kunstenaars. | Michelangelo Pistoletto - Jannis Kounellis - Mario Merz - Marisa Merz - Giuseppe Penone - Luciano Fabro - |
| Minimal art                                                | Creatie van specifieke objecten in de ruimte en hun invloed op deze ruimte, met gebruik van industrieel vervaardigde materialen. | Donald Judd - Robert Morris - Dan Flavin - Sol LeWitt - Carl Andre |
| Fundamentele kunst                                         | Aandacht vooral voor techniek en middelen als doek, verf, textuur, formaat, vorm, lijn. | Robert Mangold - Robert Ryman - Armando - Raimund Girke - Dan Van Severen - Raoul De Keyser - Marcase - Marthe Wery - Alan Green |
| Outsider art                                               | Ook Art Brut genoemd. Kunst die los staat van enige culturele invloed en als puur, non-conformistisch uit een artistiek isolement ontstaat. | Jean Dubuffet - Willem Van Genk - Pascal Tassini - Silvain Cosijns - Heide De Bruyne |
| Nieuw realisme                                             | Dadaïstische inslag. Producten en beeldmiddelen van de moderne maatschappij, veelal destructief toegepast door aftakelen of gedeeltelijk vernietigen. | Yves Klein - Arman - Niki de Saint Phalle - Paul Van Hoeydonck - Pat Andrea - Peter Blokhuis - Walter Nobbe - Jurjen de Haan - Maarten van Dreven |
| Conceptuele kunst                                          | Kunst beperkt tot de idee als realisatie. Belangrijke plaats aan informatie. Kunstvoorwerp is niet verkoopsartikel. | Marcel Duchamp - Joseph Kosuth - Joseph Beuys - Jef Geys - Wolf Vostell - Jacques Charlier - Marcel Broodthaers - Barry Flanagan - Panamarenko |
| De Nieuwe Wilden of neo-expressionisme                     | Heropleving van wilde, expressieve schilderkunst in de jaren 1980; in scherp contrasterende onvermengde kleuren en in overrompelende tekenfiguren op grote formaten; confrontatie met Duitse geschiedenis van WO II | Georg Baselitz - A. R.Penck - Elvira Bach - Mühlheimer Freiheit - Thomas Lange - Jörg Immendorff- Anselm Kiefer |
| Graffiti                                                   | Spuitbusschilderen in simpele vormen en kleuren. Veelal persiflage op maatschappij. | Keith Haring - Kenny Sharf - Robert Combas - Walter Dahn - Walter Swennen |
| Bodyart                                                    | Kunst waarbij artiest lichaam gebruikt om zijn artistieke ideeën te demonstreren. | Gilbert & George - Ger van Elk - Klaus Rinke - Yves Klein |
| Land art                                                   | Gebruikmaken van wat natuur oplevert: aarde, steen, hout. Ook ingreep in natuur. | Robert Smithson - Javachef Christo - Leo Copers - Jan Dibbets - Andy Goldsworthy - Richard Long - Robert Morris - |
| Fantasy art                                                | Magisch realistische kunst gebaseerd op mythologie of sciencefiction. | Larry Elmore - Frank Frazetta - Gerald Brom - Jonathon Earl Bowser - Keith Parkinson -Boris Valleyo - Chris Achilleos - Tom Kidd |
| Plasticisme                                                | Figuratieve expressionistische weergave met over-accentuering in volume-verhoudingen. | Fernando Botero |
| Paint by number                                            | Schilderen op basis van een kleurennummer die aangebracht is op een doek. | Dan Robbins |
| 21e eeuw                                                   | | |
| Mail art                                                   | Kunstvorm waarbij communicatie per post het medium is. | Ruud Janssen - Ko de Jonge - Bart Boumans - Jenny de Groot - Sonja van der Burg - Litsa Spathi - Guy Bleus |
| Onafhankelijk realisme                                     | Hedendaagse stroming binnen de realistische kunst. | Evert Thielen - Henk Helmantel - Hans Deuss - Frans Koppelaar - Herman Tulp - Rein Pol - Wout Muller |
| Planetarisme                                               | Multimediaal project, dat een bijdrage wil zijn aan de integratie en de synthese van diverse kunsten: schilderkunst, film, fotografie, muziek, dans, video. | Kiro Urdin |

## Schilderkunst en politiek
Soms worden politieke doeleinden nagestreefd door middel van een bepaalde cultuurpolitiek. Zo was het door de nazi's in de jaren dertig bestempelen van veel moderne schilderkunst als Ontaarde Kunst een 'beeldende kunst-variant' van de beruchte boekverbranding die plaatsvond op 10 mei 1933 - gericht tegen vooral het impressionisme, het fauvisme, het expressionisme, het surrealisme en het dadaïsme, met inbeslagname van deze kunst tijdens het naziregime na 1933. Veel kunstenaars vluchtten al voor het begin van de oorlog weg uit Duitsland (Max Beckmann bijvoorbeeld naar Nederland, een groep surrealisten naar de U.S.A.). Kunstenaars die als Entartet werden omschreven waren onder andere Emil Nolde, Ludwig Kirchner, Ernst Barlach, Otto Dix, Oskar Schlemmer, Karl Schmidt-Rottluff.
In de Duitse Democratische Republiek was socialistisch realisme de van staatswege opgelegde norm. Dat kwam neer op een overvloed aan heldhafige voorstellingen van gespierde arbeiders, man en vrouw, werkend op het land of in de fabriek, ter meerdere glorie van de Revolutie. In 1951 zei de toenmalig partijleider Walter Ulbricht in de Volkskamer: "We willen aan onze academies geen abstracte kunst meer zien." Figuratie (zonder expressionistische vervorming) was de leer.
Ook andere regimes hebben de schilderkunst misbruikt of gebruikt. Zo werd tijdens het regime van Mao Zedong veel propagandakunst gemaakt, momenteel tentoongesteld in Peking in het Propaganda Poster Art Centre.